# ديفيد بارنز (لاعب اتحاد الرغبي)
ديفيد بارنز (بالإنجليزية: David Barnes)‏ هو لاعب اتحاد الرغبي بريطاني، ولد في 12 يوليو 1976 في ليستر في المملكة المتحدة.

## وصلات خارجية
- ديفيد بارنز على موقع دوري الرغبي الممتاز (الإنجليزية)
- ديفيد بارنز عل موقع إسبنسكروم (الإنجليزية)